# ウスターの戦い
ウスターの戦い（ウスターのたたかい、英：Battle of Worcester）は1651年9月3日にイングランドのウスターで起きた戦い。イングランド王復位を目指すスコットランド王チャールズ2世がロンドン入城を目指してイングランド王党派を糾合して挙兵したが、イングランド共和国軍司令官オリバー・クロムウェルはこれを撃破してチャールズ2世を大陸へと追いやり第三次イングランド内戦を終結させた。ウースターの戦いとも。

## 経緯
1649年にオリバー・クロムウェルら議会派（独立派）にチャールズ1世が処刑された事を受けて、スコットランド長老派（盟約派）が国民盟約と「厳粛な同盟と契約」の履行を条件にチャールズ2世を新たに王位に就けようと迎え入れた事に懸念を示したクロムウェルはスコットランドに侵攻し第三次イングランド内戦が勃発。1650年9月3日にクロムウェル率いるイングランド共和国軍はダンバーの戦いでスコットランド軍を打ち破り戦局を優位に進めて、12月にはスコットランドの首都であるエディンバラを陥落させた。一般人とチャールズ2世を擁立するスコットランド王党派の離反工作も功を奏し降伏する将校が続出、中部のローランド地方はイングランドの手に入った。
しかし、スコットランドは降伏せずに拠点を更に北のハイランド地方に移し、1651年1月1日に有力貴族のアーガイル侯爵アーチボルド・キャンベルがチャールズ2世の戴冠式を敢行して抵抗を続けており、2月にはクロムウェルが急病により撤退した事でスコットランドは再度兵を集めた。クロムウェルの病状はその後も回復と再発を繰り返していたが、イングランド軍はトマス・ハリソンがランカシャーの兵を中心に戦線を立て直してスコットランド侵攻を再開し、4月にはグラスゴーを攻略して6月にはリンリスゴーからスターリングへの進軍路を拓く戦いを始め、7月20日のインヴァーカイシングの戦いで勝利しファイフを支配、フォース湾の制海権もイングランドが制圧した。

## チャールズ2世出陣

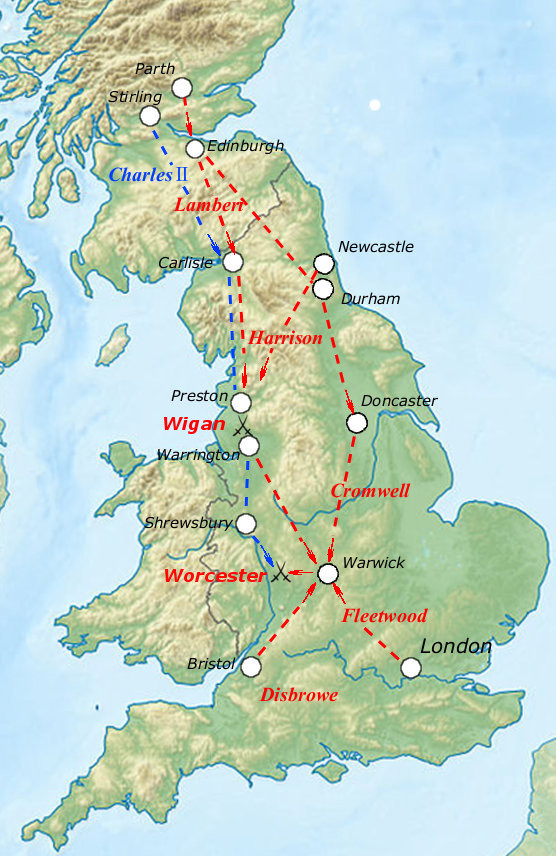
ウスターに至るまでのチャールズ2世とクロムウェルの進軍経路

7月30日に体調が回復したクロムウェルはスターリングに残ったスコットランド軍と決着をつけるべくパースに入った。一方でクロムウェルが兵を率いてやってくる時こそイングランド軍の多くがスコットランドに集結し、イングランド本国は守りが手薄になっているとチャールズ2世は分析し、各地の王党派に呼びかけながら南進するようスコットランド軍を指揮するデイヴィッド・レズリーに促した。これに対してレズリー自身は地の利を生かせるスコットランドで抵抗を続けるべきだと考えていたが、結局は折れて31日にチャールズ2世と共にスターリングを発ち、スコットランド軍の主力を率いて大胆な南進を開始した。8月5日にチャールズ2世はイングランドの国境を越えて南下、翌6日にイングランド王を宣言した。
しかし、王党派がこうした行動に出ることはクロムウェルもウェストミンスターの議会も想定の範囲内であった。主要な王党派の動きは予め監視されており、ロンドンに残されていたチャールズ・フリートウッドが7日に戦地勤務の経験を持つ14,000の精兵を率いてバンベリーに入って、強制的に王党派が邸宅に隠していた武器などを没収して無力化した。クロムウェル自身もジョージ・マンクをスコットランドの抑えに残して本隊を急ぎ南下させてイングランド東部を全速力で行進しながら、ジョン・ランバートとハリソンに途中で兵を分けてチャールズ2世の軍隊に対峙させた。
ランバートとハリソンは13日にウォリントンに架かる橋の防御を固めてチャールズ2世の軍勢を止めようとしたが、これを突破された（ウォリントン・ブリッジの戦い）。22日にチャールズ2世はウスターに到着したが、フリートウッドの働きによってロンドンに近い都市での王党派の蜂起は不発に終わっていたことから、このまま勢いだけでロンドンへと行進する事は難しいと判断し、ここで一旦足を止めてウスターの防備を固めつつ王党派の結集を待った。しかし、マン島からイングランドに上陸してウスターへの援軍にと駆けつけようとした王党派のダービー伯ジェームズ・スタンリーは25日のウィガン・レーンの戦いでイングランド軍のロバート・リルバーンに大敗した。彼の地盤だったランカシャーでは南下中にチャールズ2世が休憩しながらイングランドへ募兵を呼びかけたが、僅かなジェントリと2,000人の一般人しか参加せず、王党派はこの時からイングランドで孤立していた。

## ウスターの戦い
チャールズ2世はウスターに留まって民衆に協力を呼びかけたが、ランカシャーの時と同じくほとんど味方するものは現れず、率いていた16,000の兵の大半がスコットランド兵であった。一方でクロムウェルの本隊はチャールズ2世が足を止めている間に追い付いて、フリートウッドやランバートと合流を果たして軍を再編し、総勢3万以上の軍勢でウスターの東部に布陣した。そしてクロムウェルは部隊を3分割してウスター攻略へと進軍を開始する。
主な陣容と部隊の目的は以下の通り。
- 北軍 - 指揮官：ロバート・リルバーン、ウスターシャーのマーサー（英語版） - ビュードリー橋を封鎖し、ウスターへの増援の阻止およびウスターからスコットランドへの退路を塞ぐ。ウスター攻めには直接参加せず。
- 本隊 - 指揮官：オリバー・クロムウェル、ジョン・ランバート、トマス・ハリソン - 直接ウスターの東にあるレッド・ヒルからペティの森、エルベリー山にかけて布陣して東に向かう街道を封鎖して圧力を掛ける。
- 南軍 - 指揮官：チャールズ・フリートウッド、リチャード・ディーン - アップトン橋を突破してセヴァーン川を渡河し、南側から回り込んでテム川を守るウスター守備隊に対峙する。

28日、南軍はアップトンの戦いで勝利してアップトン橋を通過してセヴァーン川の渡河に成功したが、次にテム川を突破するために舟橋を曳きながら移動した為に足が遅くなり、到着が5日ほど遅れた。一方でクロムウェル率いる本隊は南軍と攻撃の歩調を合わせるためにその場で待機し、ウスター守備軍の奇襲を退けつつこちらも舟橋を用意して攻撃の機を伺った。そして先のダンバーの戦いからちょうど1年後となる1651年9月3日にクロムウェル本隊とイングランド南軍は一斉にウスターに攻めかかった。
まず、足の速いクロムウェルの部隊が動き、セヴァーン川とテム川の合流地点付近に舟橋を架橋すると、フリートウッドもテム川に北へと向かって舟橋を架橋して、フリートウッドとクロムウェルの部隊がテム川北岸のウスター守備軍と交戦状態に入り、同時にやや西にあるポーウィック橋にもディーンが攻め寄せた。しかし、思いの外テム川北岸のウスター守備軍の抵抗が激しく、クロムウェルは本陣に残していたランバートにも増援を要請し、その命を受けたランバートは本陣を空けること若干躊躇したが、命には逆らわずテム川北岸の戦いへと急行した。その頃、クロムウェルが動いて東の敵が手薄になっている事を察したチャールズ2世とハミルトン公ウィリアム・ハミルトンはウスターから打って出てレッド・ヒルなどに陣取るイングランド本陣に奇襲を仕掛けた。
これによってレッド・ヒルの部隊はじりじりとチャールズ2世の軍に押され危機に立たされていたが、クロムウェルはランバートと入れ替わる形でレッド・ヒルへと戻ってウスターから突出していたチャールズ2世らの横腹を突いて打ち破り、ハミルトン公を敗走させてチャールズ2世をそのままウスター城内へ押し返した。そして苦戦していたテム川北岸の攻防もフリートウッド、ディーンらの部隊が敵を突破してウスターに南から取り付いてウスター守備軍は総崩れとなり、殆どのスコットランド兵及びイングランド王党派は戦死するかあるいは主要な街頭を先んじて封じていたイングランド軍の捕虜となって壊滅し、ウスターの戦いは終結した。

## 結果
この戦いはクロムウェルが前線で兵を率いた最後の戦いとなった。自身の指揮で第三次イングランド内戦を終結に導き、イングランド・アイルランドにおいて軍事力でクロムウェルのニューモデル軍に対抗しうる勢力は皆無であると証明した。
スコットランドではチャールズ2世と共に多くの兵士が南下した上、戦後はレズリーを含め6,000人以上が捕虜となる大敗北を喫したため、軍事力がほとんど消滅した所をクロムウェルの命令で待機していたジョージ・マンクに襲撃され、1652年までにアーガイル侯は降伏しスコットランドはあらかた制圧されてしまった。戦場から離脱したダービー伯も降伏し10月に処刑、1653年にハイランド地方で王党派貴族の武装蜂起（グレンケアン蜂起）があったが、もはやクロムウェルの優位を覆すようなものには成り得ず1654年には全て鎮圧され、三ヶ国を切り従えた軍事的な名声をもって護国卿体制とも呼ばれる独裁体制を確立していく。
しかし、チャールズ2世に関しては万全の包囲を敷いた上で敵を完全に壊滅させ、彼の身柄に£1000の懸賞金を賭けたにもかかわらず、平民への変装やダービー伯の手引きなど王党派の献身によっておよそ6週間の逃避行の末にフランスへの脱出を許した（チャールズ2世の逃走）。これにより大陸でも王党派の活動は続き、クロムウェル死後に起こるイングランド王政復古の芽を残すこととなった。